# Snowboard ai XXII Giochi olimpici invernali - Slopestyle maschile
La gara di slopestyle maschile dei XXII Giochi olimpici invernali di Soči (in Russia) si è svolta sul tracciato di Roza Chutor, a Krasnaja Poljana. Le qualificazioni si sono svolte il 6 febbraio, mentre semifinale e finale l'8 febbraio.
Questa competizione era presente per la prima volta ai Giochi olimpici, mentre dal 2011 fa parte del programma dei Mondiali. 
Lo statunitense Sage Kotsenburg ha vinto la medaglia d'oro, imponendosi sul norvegese Ståle Sandbech, argento, ed il canadese Mark McMorris, bronzo.

## Programma
Gli orari sono in UTC+4.
| Giorno     | Ora   | Turno          |
| ---------- | ----- | -------------- |
| 6 febbraio | 10:00 | Qualificazioni |
| 8 febbraio | 9:30  | Semifinale     |
| 8 febbraio | 12:45 | Finale         |

## Risultati

### Qualificazioni
I primi 4 classificati di ogni batteria si sono qualificati direttamente per la finale. Tutti gli altri si sono qualificati per la semifinale. Si considera il risultato della migliore delle 2 run.
QF — Qualificato per la finale
QS — Qualificato per la semifinale
| Pos. | Batteria | #  | Atleta                  | Nazione       | Run 1 | Run 2 | Punti | Note |
| ---- | -------- | -- | ----------------------- | ------------- | ----- | ----- | ----- | ---- |
| 1    | 1        | 8  | Ståle Sandbech          | Norvegia      | 45,25 | 94,50 | 94,50 | QF   |
| 2    | 1        | 12 | Peetu Piiroinen         | Finlandia     | 90,75 | 80,00 | 90,75 | QF   |
| 3    | 1        | 7  | Sebastien Toutant       | Canada        | 74,25 | 87,25 | 87,25 | QF   |
| 4    | 1        | 14 | Jamie Nicholls          | Gran Bretagna | 62,25 | 86,75 | 86,75 | QF   |
| 5    | 1        | 10 | Chas Guldemond          | Stati Uniti   | 86,00 | 19,25 | 86,00 | QS   |
| 6    | 1        | 1  | Billy Morgan            | Gran Bretagna | 76,25 | 85,50 | 85,50 | QS   |
| 7    | 1        | 5  | Niklas Mattsson         | Svezia        | 82,75 | 57,25 | 82,75 | QS   |
| 8    | 1        | 6  | Emil Andre Ulsletten    | Norvegia      | 27,25 | 79,75 | 79,75 | QS   |
| 9    | 1        | 3  | Charles Reid            | Canada        | 54,50 | 75,50 | 75,50 | QS   |
| 10   | 1        | 9  | Aleksej Sobolev         | Russia        | 63,00 | 28,50 | 63,00 | QS   |
| 11   | 1        | 11 | Scotty James            | Australia     | 36,00 | 44,00 | 44,00 | QS   |
| 12   | 1        | 13 | Lucien Koch             | Svizzera      | 32,00 | 29,25 | 32,00 | QS   |
| 13   | 1        | 4  | Yūki Kadono             | Giappone      | 31,00 | 16,50 | 31,00 | QS   |
| 14   | 1        | 15 | Mathias Weissenbacher   | Austria       | 18,00 | 28,75 | 28,75 | QS   |
| 15   | 1        | 2  | Torgeir Bergrem         | Norvegia      | 25,00 | 24,75 | 25,00 | QS   |
| 1    | 2        | 19 | Maxence Parrot          | Canada        | 91,75 | 97,50 | 97,50 | QF   |
| 2    | 2        | 18 | Roope Tonteri           | Finlandia     | 33,75 | 95,75 | 95,75 | QF   |
| 3    | 2        | 21 | Sven Thorgren           | Svezia        | 94,25 | 36,75 | 94,25 | QF   |
| 4    | 2        | 16 | Gjermund Bråten         | Norvegia      | 12,75 | 91,25 | 91,25 | QF   |
| 5    | 2        | 20 | Seppe Smits             | Belgio        | 88,25 | 91,00 | 91,00 | QS   |
| 6    | 2        | 25 | Clemens Schattschneider | Austria       | 90,00 | 24,25 | 90,00 | QS   |
| 7    | 2        | 24 | Mark McMorris           | Canada        | 29,50 | 89,25 | 89,25 | QS   |
| 8    | 2        | 22 | Sage Kotsenburg         | Stati Uniti   | 86,50 | 81,50 | 86,50 | QS   |
| 9    | 2        | 29 | Ryan Stassel            | Stati Uniti   | 81,00 | 28,75 | 81,00 | QS   |
| 10   | 2        | 17 | Jan Scherrer            | Svizzera      | 74,50 | 18,75 | 74,50 | QS   |
| 11   | 2        | 23 | Ville Paumola           | Finlandia     | 54,75 | 21,25 | 54,75 | QS   |
| 12   | 2        | 27 | Janne Korpi             | Finlandia     | 49,75 | 35,50 | 49,75 | QS   |
| 13   | 2        | 26 | Seamus O'Connor         | Irlanda       | 33,50 | 40,00 | 40,00 | QS   |
| 14   | 2        | 28 | Adrian Krainer          | Austria       | 24,25 | 16,00 | 24,25 | QS   |

### Semifinale
I primi 4 classificati della semifinale si sono qualificati per la finale. Si riconsidera il risultato della migliore delle 2 run.
QF — Qualificato per la finale
DNS — Non partito
| Pos. | #  | Atleta                  | Nazione       | Run 1 | Run 2 | Punti | Note |
| ---- | -- | ----------------------- | ------------- | ----- | ----- | ----- | ---- |
| 1    | 1  | Billy Morgan            | Gran Bretagna | 90,75 | 35,50 | 90,75 | QF   |
| 2    | 22 | Sage Kotsenburg         | Stati Uniti   | 89,00 | 90,50 | 90,50 | QF   |
| 3    | 24 | Mark McMorris           | Canada        | 55,50 | 89,25 | 89,25 | QF   |
| 4    | 4  | Yūki Kadono             | Giappone      | 84,75 | 80,50 | 84,75 | QF   |
| 5    | 20 | Seppe Smits             | Belgio        | 77,50 | 84,50 | 84,50 |      |
| 6    | 29 | Ryan Stassel            | Stati Uniti   | 83,25 | 81,75 | 83,25 |      |
| 7    | 10 | Chas Guldemond          | Stati Uniti   | 13,25 | 79,75 | 79,75 |      |
| 8    | 11 | Scotty James            | Australia     | 77,25 | 19,00 | 77,25 |      |
| 9    | 26 | Seamus O'Connor         | Irlanda       | 60,75 | 70,25 | 70,25 |      |
| 10   | 27 | Janne Korpi             | Finlandia     | 41,00 | 68,50 | 68,50 |      |
| 11   | 17 | Jan Scherrer            | Svizzera      | 64,25 | 23,50 | 64,25 |      |
| 12   | 9  | Aleksej Sobolev         | Russia        | 20,00 | 57,50 | 57,50 |      |
| 13   | 6  | Emil Andre Ulsletten    | Norvegia      | 22,50 | 56,75 | 56,75 |      |
| 14   | 3  | Charles Reid            | Canada        | 46,25 | 43,50 | 46,25 |      |
| 15   | 5  | Niklas Mattsson         | Svezia        | 44,75 | 36,50 | 44,75 |      |
| 16   | 2  | Torgeir Bergrem         | Norvegia      | 37,50 | 26,75 | 37,50 |      |
| 17   | 25 | Clemens Schattschneider | Austria       | 29,50 | 26,25 | 29,50 |      |
| 18   | 15 | Mathias Weissenbacher   | Austria       | 14,00 | 28,50 | 28,50 |      |
| 19   | 23 | Ville Paumola           | Finlandia     | 25,25 | 22,75 | 25,25 |      |
| 20   | 13 | Lucien Koch             | Svizzera      | 16,25 | 20,75 | 20,75 |      |
| -    | 28 | Adrian Krainer          | Austria       |       |       |       | DNS  |

### Finale
Si considera il risultato della migliore delle 2 run.
| Pos.    | #  | Atleta            | Nazione       | Run 1 | Run 2 | Punti |
| ------- | -- | ----------------- | ------------- | ----- | ----- | ----- |
| Oro     | 22 | Sage Kotsenburg   | Stati Uniti   | 93,50 | 83,25 | 93,50 |
| Argento | 8  | Ståle Sandbech    | Norvegia      | 27,00 | 91,75 | 91,75 |
| Bronzo  | 24 | Mark McMorris     | Canada        | 33,75 | 88,75 | 88,75 |
| 4       | 21 | Sven Thorgren     | Svezia        | 83,75 | 87,50 | 87,50 |
| 5       | 19 | Maxence Parrot    | Canada        | 47,00 | 87,25 | 87,25 |
| 6       | 14 | Jamie Nicholls    | Gran Bretagna | 85,50 | 46,50 | 85,50 |
| 7       | 12 | Peetu Piiroinen   | Finlandia     | 78,50 | 81,25 | 81,25 |
| 8       | 4  | Yūki Kadono       | Giappone      | 53,00 | 75,75 | 75,75 |
| 9       | 7  | Sebastien Toutant | Canada        | 54,50 | 58,50 | 58,50 |
| 10      | 1  | Billy Morgan      | Gran Bretagna | 38,00 | 39,75 | 39,75 |
| 11      | 18 | Roope Tonteri     | Finlandia     | 31,50 | 39,00 | 39,00 |
| 12      | 16 | Gjermund Bråten   | Norvegia      | 24,75 | 20,50 | 24,75 |